# Agria
Agria er en tysk fabrikant af motoriserede hjælpemidler til gartnere m.fl.
Deres produktsortiment dækker:
- Græsklippere
- Snefejere
- Fræsere
- Græsslåmaskiner

De startede deres produktion lige efter anden verdenskrig i 1945.
Deres speciale dengang var 2 hjulede traktorer, deres produktserie er udvidet betragteligt efterfølgende.